# Konrad Zweigert
Konrad Zweigert (* 22. Januar 1911 in Posen, Deutsches Kaiserreich; † 12. Februar 1996 in Wedel) war ein deutscher Rechtswissenschaftler. Er war Richter des Bundesverfassungsgerichts und Professor für Rechtsvergleichung und Internationales Privatrecht.

## Biografie

### Herkunft und Ausbildung
Zweigert entstammte einer Juristenfamilie: Sein Vater Erich war Richter und dann bis 1933 Staatssekretär, und seine Großväter waren Oberreichsanwalt im Kaiserreich sowie sächsischer Justizminister. Zweigert studierte Rechtswissenschaften an den Universitäten Grenoble, Göttingen und Berlin. 1933 legte er das Erste Staatsexamen und 1937 die Zweite Juristische Staatsprüfung ab.

### Wissenschaftliche Tätigkeit
Er entschied sich für eine wissenschaftliche Tätigkeit am Kaiser-Wilhelm-Institut für ausländisches und internationales Privatrecht in Berlin.
Nach der Habilitation an der Universität Tübingen 1946 wurde er dort 1948 ordentlicher Professor, 1956 erhielt er im Zusammenhang mit dem Umzug des Max-Planck-Instituts einen Ruf an die Universität Hamburg. Zweigert war seit 1952 Wissenschaftliches Mitglied und ab 1963 bis 1979 Direktor des Hamburger Max-Planck-Instituts für ausländisches und internationales Privatrecht. Von 1967 bis 1978 war er zugleich Vizepräsident der Max-Planck-Gesellschaft.
Bekannt ist er auch für seine zusammen mit Hein Kötz verfasste Einführung in die Rechtsvergleichung, welche das Standardwerk auf dem Gebiet der Rechtsvergleichung darstellt.
Zweigert erhielt Ehrendoktorate der Universitäten Uppsala, Paris II  und Southampton.
Konrad Zweigert war Mitglied der Deutsch-Französischen Juristenvereinigung.
Teilweise schrieb Zweigert auch etwa für die Zeit, im Januar 1965 erschien dort der Aufsatz "Tabus in Deutschland - über die bösen Kommunisten und die guten Sitten".

### Richter des Bundesverfassungsgerichts
Zweigert war Mitglied der SPD. Er gehörte aufgrund seiner Wahl durch den Deutschen Bundestag vom 7. September 1951 (sowie einer Wiederwahl am 9. Dezember 1955) bis zum 31. August 1956 dem Ersten Senat des Bundesverfassungsgerichts an. Seine Tätigkeit am Verfassungsgericht übte er neben seinem Ordinariat in Tübingen aus. Einen Amtsnachfolger hatte Zweigert nicht, weil 1956 die Anzahl der Mitglieder der Senate des Bundesverfassungsgerichts von zwölf auf acht reduziert wurde.

## Veröffentlichungen (Auswahl)
- Konrad Zweigert, Hein Kötz: Einführung in die Rechtsvergleichung, 3., neubearbeitete Auflage, Tübingen : Mohr 1996, ISBN 978-3-16-146548-2, (früherer Titel: Zweigert, Konrad: Einführung in die Rechtsvergleichung auf dem Gebiete des Privatrechts).